# Hàbit (botànica)

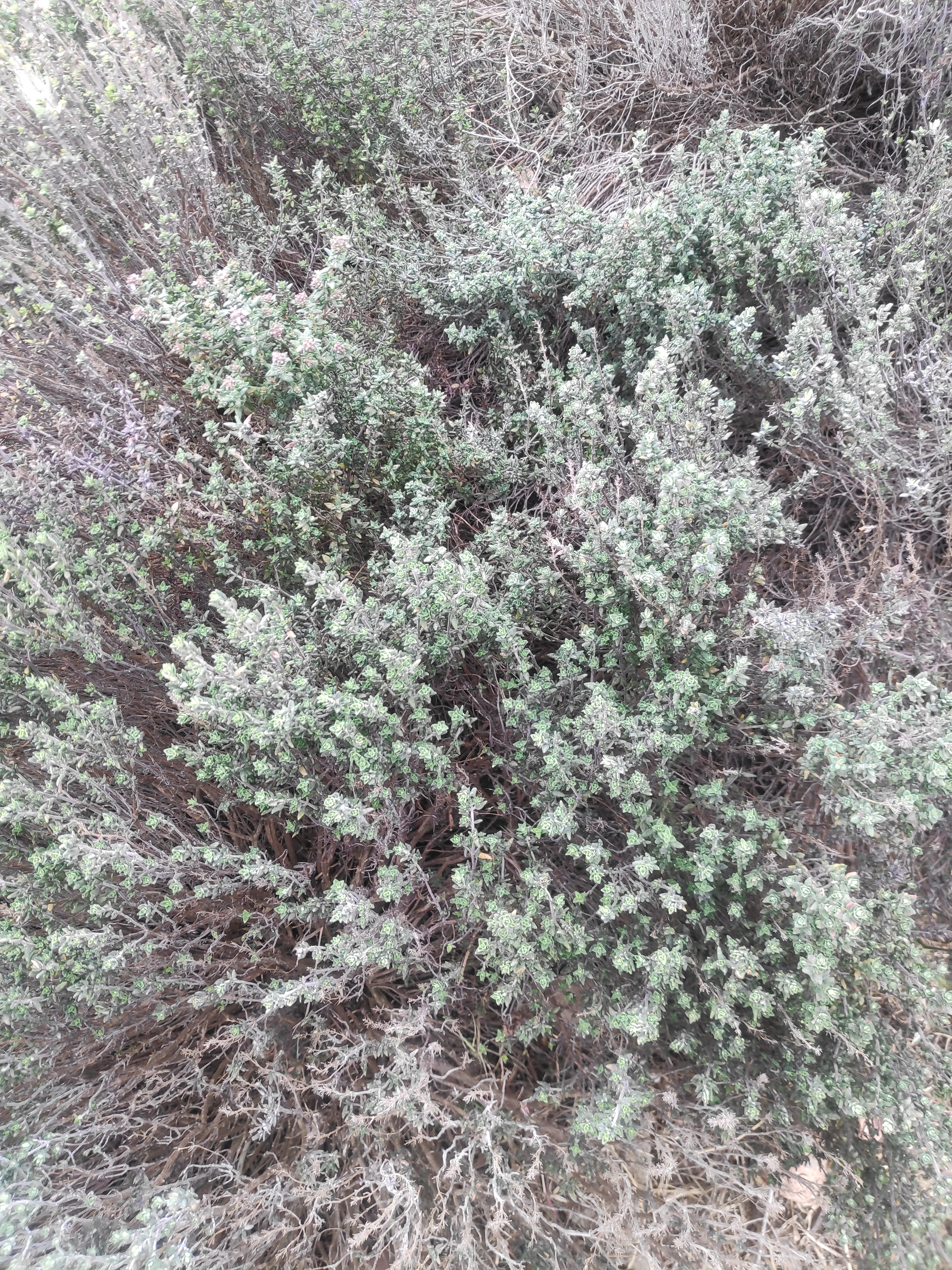
La farigola és d'hàbit subarbust

Hàbit en botànica és la forma característica de creixement d'una planta, el seu port, que inclou una sèrie de components, com són la durada de la tija (estacional, perenne), el patró de ramificació, el desenvolupament, la textura (si alguna de les seves parts està endurida, llenyosa), quina estratègia utilitza per sobreviure en època desfavorable, i quina és la seva estratègia per establir-se.
La major part de plantes es poden designar clarament com a: herba, enfiladissa, arbust o àrbre (amb algunes subcategories), tanmateix algunes espècies són difícils d'encabir en una categoria determinada, com per exemple els cactus.
'Forma vital' s'utilitza sovint com a sinònim d'hàbit. Tanmateix el botànic danès Christen C. Raunkiær va proposar el 1904 la forma vital de Raunkjaer com una 'classificació ecològica de les espècies vegetals terrestres, d'acord amb el lloc on se situen els meristemes caulinars (gemmes) durant l'estació desfavorable (per freda o per seca)'.